# كوجولوس
بلدية كوجولوس (بالإسبانية: Cogollos)‏, هي إحدى بلديات مقاطعة برغش, التي تقع في منطقة قشتالة وليون, والتي تقع في شمال غرب إسبانيا.
يبلغ عدد سكانها 254 نسمة وفقاً لإحصائية سنة (2002).